# Пилипенко-Гринішак Катерина
Ка́тря Пилипе́нко (Пилипенко-Бучма, Пилипенко-Гринішак, 1890?,Таганрог — ?) — українська театральна акторка (субрета) і співачка, відома за виступами в «Театрі Руської бесіди», Стрілецькому театрі, Театрі-студії ім. І. Франка.

## Життєпис
Народилась в Таганрозі.
З 1910 року — акторка і співачка театру «Руської Бесіди» у Львові.
З 1915 — членкиня Стрілецького театру при Леґіоні УСС.
1919 — актореа Українського Чернівецького театру під дирекцією Михайла Онуфрака, який на той час діяв у Станиславові. Згодом знову у Львові.
1919 разом з УГА галицькі театри перейшли Збруч і грали у Кам'янці-Подільському, Проскурові, Вінниці. Після розпаду Галицької армії у травні 1920 частина членів акторської трупи повернулась до Львова, де почали виступати за Український незалежний театр. Гнат Юра заснував театр у Вінниці, а Катря Пилипенко з чоловіком, диригентом Лесем Гринішаком, сестрою, акторкою Надією Пилипенко, її чоловіком Богданом Крижанівським та іншими відомими акторами і театральними діячами з червня 1920 осіли в Черкасах, де почали працювати в Театрі-студії імені І. Франка.
Є згадки Й. Гірняка про те, що в 1921 році у подружжя була маленька дитина, а в Черкасах тоді був голод. Певний час протягом кількох місяців трупа студії імені Франка за їх участі працювала в більш ситому Херсоні, але зустріли їх там не зовсім привітно. То ж довелось повернутись до Черкас. По дорозі з Херсону їх пограбували знам'янські грабіжники, викравши у матерів малих дітей — Катрі Пилипенко і її сестри Надії — навіть клунки з пелюшками. Це було у грудні 1921 року.
Голодно було і в 1922, коли вони були змушені виступати в селі Білозір'я, де з харчуванням на той час було набагато краще, ніж у місті, але і там до акторів поставились не зовсім гостинно. Все ж після повернення до Черкас актори почали за організацію шкільних гуртків отримувати плату частково натурою: кожний інструктор діставав три пуди (48 кілограмів) борошна.
Також зі «Споминів» Й. Гірняка дізнаємось про вірність Катрі і її сестри Надії: «Богдан Крижанівський знайшов Надю Пилипенко, яка розділила з ним тяжкі житейські митарства, а її сестра Катерина Пилипенко із подивугідною самопосвятою боролась за життя хворіючого тяжкою туберкульозою, талановитого Леся Гринішака.»
Більш пізня інформація про долю Катрі Пилипенко її родини невідома.

## Ролі
- Софія («Галька» Станіслава Монюшка)
- Ярина, родичка Малиновського («Розладдя» Дмитра Николишина)
- Винця, дочка матері Марії (драма «Партачі» С. Буйницької)
- Головна роль в опері «Кармен» Ж. Бізе
- Грала у виставі «Тривога» А. Крушельницького